# Mester Tidende
Mester Tidende er Danmarks største entreprenør- og håndværkeravis udgivet siden 1987. Avisen udkommer 11 gange om året og henvender sig til projekterende, rådgivende og udførende virksomheder i byggebranchen samt branchens leverandører og producenter af produkter til branchen. 
Oplaget lå i 2013 iflg. Danske Specialmedier på 22.044, samt et læsertal på 25.000 læsere iflg. Gallup. På Mester Tidendes hjemmeside findes en daglig netavis, udbudsovervågning, brancheregister, jobmarked, markedsplads og artikelarkiv.
Mester Tidende har siden starten i 1987 haft skiftende ejere og blev i 2002 overtaget af Aller Business, der ville opbygge en stor dansk fagbladsvirksomhed. Den 1. januar 2010 blev Mester Tidende overtaget af Danske Fagmedier ApS.

## Ekstern henvisning
- www.mestertidende.dk